# Гюргево
Вижте пояснителната страница за други значения на Гюргево.
Гюргево (на румънски: Giurgiu, Джурджу, на турски: Yerköy или Yergöğü, Йеркьой или Йергьою) е град и административен център на окръг Гюргево, Влашко, Румъния. Разположен е на левия бряг на река Дунав, на границата с България.
Срещу Гюргево на река Дунав се намира град Русе. Двата града са свързани с Дунав мост.
Пред града има три малки острова, а един по-голям заслонява пристанището. На север от Гюргево е железопътната линия, свързваща го със столицата Букурещ. Това е първата жп линия в Румъния, изградена през 1869 година.

## История
Градът се е казвал Гюргево, някои пътешественици споменават Голямо и Малко Гюргево (Йоргово).
Смята се, че през 14 век градът е важно пристанище на река Дунав, посещавано от генуезки търговци, които го наричали на името на патрона на Генуа „Свети Георги“ (San Giorgio). За първи път се споменава писмено в Codex Latinus Parisinus, през 1395 г., когато е бил под владичеството на Мирча Стария (Mircea cel Bătrân).
Градът е завладян от Османската империя през 1420 г. и чрез него е контролирала трафика по Дунав. Като укрепен град, Гюргево често е споменаван при битките за контрол на долното течение на Дунав.
Въпреки че е на левия бряг на реката, Гюргево до Одринския мирен договор (1829) не споделя историята на Влашко, а на Османска България. В битка при Гюргево се решава съдбата на Влахия. Независимо от победата, през 1597 г. османците си връщат владението над града, заради контрола върху корабоплаването по Дунава.
На 6 септември 1891 г. (стар стил) в Гюргево е открит международен студентски конгрес.

### Гюргево в българската история
- Българският национален герой, поет и революционер Христо Ботев се качва от пристанището в Гюргево с част от четата си на кораба „Радецки“ на 16 май 1876 г.
- В Гюргево, през есента на 1875 г. е създаден Гюргевският революционен комитет.
- На 13 октомври 1875 в Гюргево се провежда събранието на БРЦК, взело решение за организиране на общо въстание през пролетта на следващата година.

## Население
Численост на населението според преброяванията през годините:
| \| Година на преброяване \| Численост \| \| --------------------- \| --------- \| \| 1859 \| 10 557 \| \| 1900 \| 13 977 \| \| 1912 \| 20 629 \| \| 1930 \| 31 016 \| \| 1941 \| 26 551 \| \| 1948 \| 30 197 \| \| 1956 \| 32 613 \| \| 1966 \| 39 199 \| \| 1977 \| 51 544 \| \| 1992 \| 74 191 \| \| 2002 \| 69 587 \| \| 2011 \| 54 655 \| \| 2021 \| 54 551 \| |           |
| Година на преброяване | Численост |
| 1859 | 10 557    |
| 1900 | 13 977    |
| 1912 | 20 629    |
| 1930 | 31 016    |
| 1941 | 26 551    |
| 1948 | 30 197    |
| 1956 | 32 613    |
| 1966 | 39 199    |
| 1977 | 51 544    |
| 1992 | 74 191    |
| 2002 | 69 587    |
| 2011 | 54 655    |
| 2021 | 54 551    |

### Българи
В периода 1910 – 1920 г. в града живеят около 1000 българи, най-вече в махала „Биволар“. Отначало в града са живеели местни българи-тукани. След това се заселват и българи-биволари, чиито потомци живеят в днешният квартал „Рамадан“ (в северозападната част на Гюргево).

## Спорт
Представителният футболен отбор на града носи името „Дунаря“.

## Побратимени градове
- Дунауйварош, Унгария
- Измир, Турция
- Инегьол, Турция
- Одрин, Турция
- Перистери, Гърция
- Пешкопия, Албания
- Рамат Ган, Израел
- Русе, България[3]

## Личности
- Васил Златаров (1869 – 1932) – полковник, пионер на въздухоплаването в България
- Веселин Трайков (1921 – 2011) – български историк, професор
- Константин Цанков (1864 – 1885) – български офицер, поручик
- Параскев Стоянов (1871 – 1940) – български медик, професор